# 隱士王國
隱士王國（英語：Hermit kingdom），是指任何故意自行閉關的國家和社會的術語。
隱士王國一詞最早出現於威廉·艾略特·格里菲斯於1882年寫下的著作《朝鮮：隱士王國》（Corea: The Hermit Nation）中，指的是朝鮮王朝統治下的朝鮮。在1905年日本實際控制朝鮮之前，朝鮮經常被描述為一個隱士王國。這稱呼也經常被韓國人自己用來描述前現代韓國。
如今，該術語通常是新聞媒體用於形容朝鮮民主主義人民共和國，並在2009年被美國國務卿希拉里·克林頓採用。其他國家如不丹和葉門穆塔瓦基利亞王國也被描述為隱士王國，因為他們的政府不願與外界對話。早期非洲的阿比西尼亞帝國，即現在的埃塞俄比亞，被歐洲人認定為隱士王國。
历史上一些国家被形容为隐士国家，1840年前的清朝、1853年黑船来航前的日本德川幕府锁国时期、1949-1978年间的中国、1962-1988年间的缅甸（奈温军政府）、塔利班治下的阿富汗（1996-2001）、波尔布特的红色高棉等，今天则包括老挝、厄立特里亚、土库曼斯坦、朝鲜、不丹等国。
由于对隐士国家的定义不明确，因此对于一些国家或者一些国家的某些历史时期是否属于隐士国家有争论。一些观点认为1979年前的中国和1990年前的朝鲜不属于隐士国家，因为改革开放前的中国虽与欧美交恶，但与第三世界互动频繁，并提供了大量的资金和技术援助（如坦赞铁路），也向这些国家提供了大量的留学机会；朝鲜在1990年以前则和东欧国家互动频繁，比如和苏联、东德、波兰等进行贸易；不丹则是被印度控制而无法与他国建交，因而它们不算「故意自我封闭”的隐士国家。